# Mehrweglogistik
Der Begriff Mehrweglogistik umschreibt den Einsatz von mehrmals verwendbaren Behältern aus Kunststoff, Glas oder anderen Materialien (z. B. Karton) anstelle von Einwegverpackungen im inner- und außerbetrieblichen Transport sowie Lagerung und Kommissionierung von Gütern. Vorrangiges Ziel ist die Standardisierung von Verpackungen und die Reduktion von Verpackungsabfall. Im Gegensatz zu der intralogistischen Umsetzung wird das außerbetriebliche Management solcher Behälter-Pools meist durch einen Pooling-Dienstleister übernommen, welcher die Behälter zurückführt, repariert, reinigt, lagert und der Supply Chain bedarfsgerecht wieder zuführt. Den Lean-Management-Ansatz, der Wirtschaftlichkeit, Prozesse und Transparenz eines Mehrwegsystems sicherstellen soll, bezeichnet man als Behältermanagement. Die gängigsten Mehrweggüter sind Paletten, Behälter und Mehrwegflaschen. Durch die Verwendung eines Pooling-Dienstleisters werden Paletten und Behälter intern zwischen den Unternehmen vertrieben. Mehrwegflaschen verwenden stattdessen das Pfandsystem und sind somit Konsumgüter, die handelsüblich zu erwerben sind.

## Allgemeines
Mehrweglogistik ist ein fester Bestandteil unseres heutigen Wirtschaftskreislaufs. Sie ist eine Thematik der Reverse Logistic, was im deutschen übersetzt Rückfuhrlogistik oder auch Rücknahmelogistik bedeutet. Produkte wie Pfandflaschen, Paletten, Container usw. gibt es in den Varianten Einweg und Mehrweg. Es ist zu beachten, dass der Fokus der Mehrweglogistik auf den Mehrwegpfandflaschen beruht, da Paletten und Behälter usw. Güter des Behältermanagement sind.

## Mehrwegkreislauf
Der Mehrwegkreislauf fängt bei dem Kunden an, der die Pfandflasche kauft und konsumiert. Nachdem er sie konsumiert hat, bringt er sie zurück zum Händler, um das Pfand ausgezahlt zu bekommen. Der nächste Schritt ist, dass der Getränkefachgroßhändler die leeren Kästen und Flaschen abholt. Er stellt das Bindeglied zwischen Einzelhandel und Hersteller dar. Seine Aufgabe ist es, die Märkte mit befüllten Getränkeflaschen zu beliefern und anschließend das Leergut zu den Abfüllbetrieben zu bringen. Die Getränkefachgroßhändler stellen zudem die Spekulationsaufgabe einer Vorratshaltung sicher, dass auch z. B. bei einem heißen Sommer genug Nachschub in den Handel kommt. Der Hersteller kümmert sich um die Kontrolle, Reinigung und das Wiederauffüllen der Flaschen. Der Einzelhandel kümmert sich um den Vertrieb und den Verkauf und der Getränkehändler kümmert sich um die Logistik, also um den Transport und Lagerung. Alle 3 Instanzen ergeben zusammen den Mehrwegkreislauf, der in folgender Abbildung verdeutlicht wird.

## Mehrwegsysteme
Mehrweg-Transportverpackungen oder die Kurzform MTV sind Paletten, Flaschen oder auch Container. Bei MTV ist das Verfahren davon abhängig, welches Mehrwegsystem verwendet wird. Diese werden nach der Zugänglichkeit unterschieden.
In geschlossenen Mehrwegsystemen werden die MTV innerhalb eines Unternehmens getauscht.
Bei branchenspezifischen Mehrwegsystemen sind Empfänger und Versender aus einer Branche.
Bei offenen Systemen können alle Teilnehmer aus unterschiedlichen Branchen stammen.
Werden MTV nur zwischen einem Versender und einem Empfänger getauscht, nennt man dieses Mehrwegsystem „Bilateral“.
Bei mehreren Versendern und Empfängern nennt man diese „Multilateral“.
Beim Pfandsystem entrichtet der Versender ein Pfand an den Systembetreiber, der die MTV zur Verfügung stellt. Der Preis vom Pfand orientiert sich am Wiederbeschaffungspreis. Der Empfänger der MTV ist seinerseits dazu verpflichtet, das Pfand an den Versender zu zahlen. Wenn der Systembetreiber die MTV zurückbekommt, erhält der Versender das Pfand zurück. Der Vorteil des Pfandsystems besteht darin, dass eine Bestandsführung entfällt. Geht eine MTV verloren oder ist diese defekt, kann eine Neubeschaffung mithilfe des Pfands finanziert werden. Mithilfe des vom Pfand gebundenen Kapitals wird der jeweilige Besitzer zur schnellen Weitergabe veranlasst, wodurch sich die Umlaufzeiten verkürzen. Die Erhöhung der Wirtschaftlichkeit ist die Folge. Das vorhandene Kontrollsystem ermöglicht die Rückverfolgung des Verursachers von möglichen Beschädigungen und Schwund. Dies ist für eine eventuelle Reinigung, Reparatur oder Neubeschaffung wichtig und sichert den notwendigen Qualitätsstandard der MTV.
Es besteht auch die Option, MTV zu mieten oder zu kaufen. Bei Kauf hat der Empfänger die Möglichkeit, die leeren MTV gegen einen Rückkaufpreis an den Systembetreiber zurückzugeben. Die Differenz zwischen Kaufpreis und Rückkaufpreis ist als Entgelt für die Teilnahme an diesem System zu sehen, während bei der Miete die Mietgebühr diese Funktion erfüllt. Bei Anlieferung der Ware ist, je nach System, mit den MTV unterschiedlich zu verfahren. Folgende Möglichkeiten sind gegeben: Dem Frachtführer wird die gleiche Anzahl leerer MTV wie angelieferter voller MTV wieder mitgegeben. Deshalb ist eine Überprüfung des Zustandes der MTV bei der Warenanlieferung unvermeidbar. Das bedeutet, beschädigte MTV sollten nicht gegen einwandfreie getauscht werden. Auf den Begleitpapieren ist die Anzahl der getauschten MTV festzuhalten.
Beim Poolsystem stellen Systembetreiber, zum Beispiel European Pallet Association (EPAL), die MTV zur Verfügung. Die Versender können sich nun aus diesem Pool (Vorrat/Sammlung) bedienen. Alle Beteiligten am Poolsystem können die MTV tauschen oder Konten führen. Die Systembetreiber oder ihre zertifizierten Partner kümmern sich um die Herstellung, die Reparatur und die Einhaltung der Normen. Vorteile eines Poolsystems sind:
- Leichte Tausch- und Rückgabemöglichkeiten, da große und weit verteilte Nutzergemeinschaft
- Garantierte Qualität durch die Systembetreiber ist gewährleistet
- Standardisierte Normen für Größe und Tragfähigkeit